# Аитор Паредес
Аитор Паредес Касамичана (шп. Aitor Paredes Casamichana; Билбао, 29. април 2000) је шпански фудбалер који тренутно наступа за Атлетик Билбао. Игра на позицији одбрамбеног играча.

## Успеси
Атлетик Билбао
- Куп Шпаније (1) : 2023/24,[4]

 Шпанија до 18
- Медитеранске игре (1) :  2018.[5]

 Шпанија до 21
- Европско првенство до 21 године:  2023.[6]